# Iran Fajr International 2010
Die Iran Fajr International 2010 im Badminton fanden in Teheran vom 3. bis zum 6. Februar 2010 statt. Das Preisgeld betrug 15.000 US-Dollar.

## Finalergebnisse
| Disziplin    | Sieger                                 | Finalist                                  | Ergebnis    |
| ------------ | -------------------------------------- | ----------------------------------------- | ----------- |
| Herreneinzel | Sai Praneeth Bhamidipati               | Mohammadreza Kheradmandi                  | 21-18 21-19 |
| Dameneinzel  | Rie Eto                                | P. V. Sindhu                              | 21-14 26-24 |
| Herrendoppel | Sai Praneeth Bhamidipati Pranav Chopra | Ali Shahhosseini Mohammadreza Kheradmandi | 21-17 21-12 |
| Damendoppel  | Rie Eto Yu Wakita                      | Negin Amiripour Sahar Zamanian            | 21-5 21-12  |